# Вилония (Арканзас)
Вилония (англ. Vilonia, Arkansas) — город, расположенный в округе Фолкнер (штат Арканзас, США) с населением в 2106 человек по статистическим данным переписи 2000 года.

## География
По данным Бюро переписи населения США город Вилония имеет общую площадь в 16,58 квадратных километров, водных ресурсов в черте населённого пункта не имеется.
Вилония расположен на высоте 94 метров над уровнем моря.

## Демография
По данным переписи населения 2000 года в Вилонии проживало 2106 человек, 612 семей, насчитывалось 726 домашних хозяйств и 785 жилых домов. Средняя плотность населения составляла около 126,1 человек на один квадратный километр. Расовый состав Вилонии по данным переписи распределился следующим образом: 98,39 % белых, 0,14 % — чёрных или афроамериканцев, 0,52 % — коренных американцев, 0,19 % — азиатов, 0,57 % — представителей смешанных рас, 0,19 % — других народностей. Испаноговорящие составили 1,28 % от всех жителей города.
Из 726 домашних хозяйств в 51,9 % — воспитывали детей в возрасте до 18 лет, 69,7 % представляли собой совместно проживающие супружеские пары, в 10,9 % семей женщины проживали без мужей, 15,7 % не имели семей. 13,5 % от общего числа семей на момент переписи жили самостоятельно, при этом 4,1 % составили одинокие пожилые люди в возрасте 65 лет и старше. Средний размер домашнего хозяйства составил 2,90 человек, а средний размер семьи — 3,16 человек.
Население города по возрастному диапазону по данным переписи 2000 года распределилось следующим образом: 33,0 % — жители младше 18 лет, 7,2 % — между 18 и 24 годами, 35,4 % — от 25 до 44 лет, 16,6 % — от 45 до 64 лет и 7,9 % — в возрасте 65 лет и старше. Средний возраст жителей составил 32 года. На каждые 100 женщин в Вилонии приходилось 97,7 мужчин, при этом на каждые сто женщин 18 лет и старше приходилось 96,4 мужчин также старше 18 лет.
Средний доход на одно домашнее хозяйство в городе составил 45 147 долларов США, а средний доход на одну семью — 50 184 доллара. При этом мужчины имели средний доход в 33 684 доллара США в год против 26 563 доллара среднегодового дохода у женщин. Доход на душу населения в городе составил 17 495 долларов в год. 6,1 % от всего числа семей в округе и 7,6 % от всей численности населения находилось на момент переписи населения за чертой бедности, при этом 9,0 % из них были моложе 18 лет и 11,9 % — в возрасте 65 лет и старше.